# Ми танцювали (фільм, 1942)
Ми танцювали (англ. We Were Dancing) — американська комедійна мелодрама режисера Роберта З. Леонарда 1942 року.

## Синопсис
Вікторія «Вікі» Віломірська, збідніла польська принцеса, і Ніколас «Нікі» Пракс, чарівний, але без гроша в кишені, австрійський барон під час танцю шалено закохуються один в одного. Вікі розриває заручини з багатим юристом Х'юбертом Тайлером. Закохані одружуються і намагаються заробити на життя, виступаючи як професійні гості в амбітних багатих американців, які хочуть підняти свій престиж, з допомогою присутності на своїх вечірках європейських аристократів. А потім молодята піддаються переслідуванням з боку колишньої дівчини Ніка, декоратора Лінди Вейн.

## У ролях
| Актор / акторка | Роль                        |
| --------------- | --------------------------- |
|                 | Вікторія «Вікі» Віломірська |
|                 | Ніколас «Нікі» Пракс        |
|                 | Лінда Вейн                  |
|                 | Г'юберт Тайлер              |
|                 | суддя Сідні Гокс            |
|                 | Берті Тайлер-Блан           |
|                 | великий князь Василій       |
| Флоренс Бейтс   | місіс Ельза Вандерліп       |
| Гізер Тетчер    | місіс Тайлер-Блан           |
| Конні Гілкрайст | Олів Ренсом                 |
| Нелла Волкер    | місіс Джанет Бентлі         |
| Флоренс Ширлі   | місіс Чартеріс              |
| Расселл Гікс    | містер Брайс-Карью          |
| Норма Варден    | місіс Брайс-Карью           |